# Castelo de Rambures
Le Château de Rambures é um castelo do século XV localizado na comuna de Rambures, no departamento de Somme na França.
Foi classificado como monumento histórico pelo Ministério da Cultura da França desde 1927.